# Ambidravi

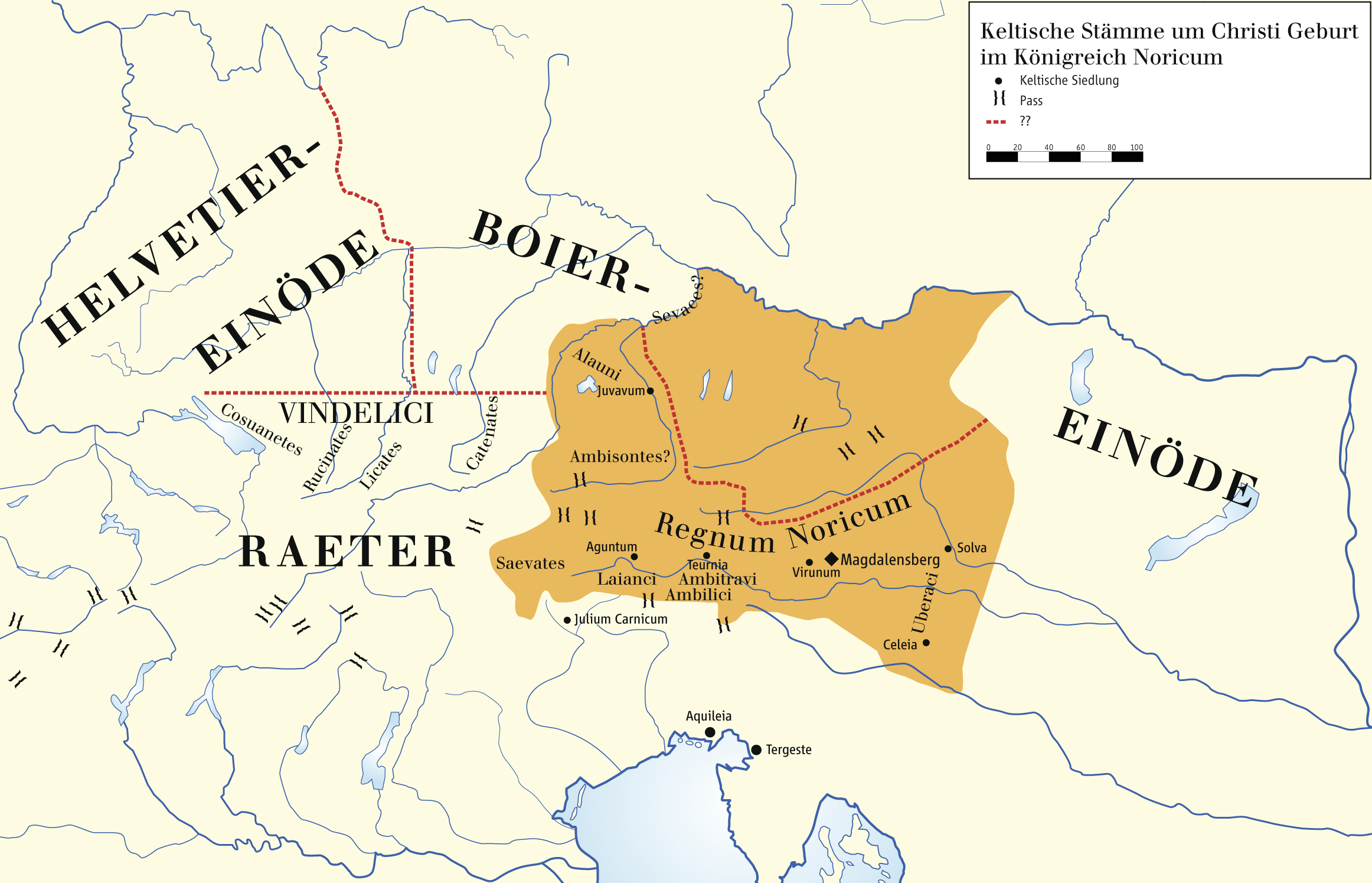
Keltischen Stämme in Noricum um Christi Geburt

Die Ambidravi (lat.), die Umwohner des Dravus, die Drautaler, waren ein ursprünglich keltischer oder stark keltisierter alteuropäischer Volksstamm im Königreich Noricum (Regnum Noricum) bzw. der späteren gleichnamigen römischen Provinz. Das Stammesgebiet umfasste vermutlich das Obere und Untere Drautal zwischen Oberdrauburg und Villach, ein von Westen nach Osten verlaufendes Tal im Bezirk Spittal an der Drau in Kärnten/Österreich, sowie die nördlichen Nebentäler Mölltal und Liesertal sowie die Nockberge, möglicherweise auch das Iseltal. Der konstruiert wirkende Stammesname kann als politische Integrationsmaßnahme für die alteingesessenen Bevölkerung und die ab dem 3. Jahrhundert v. Chr. neu eingewanderten keltischen Taurisker im entstehenden Regnum Noricum gesehen werden.

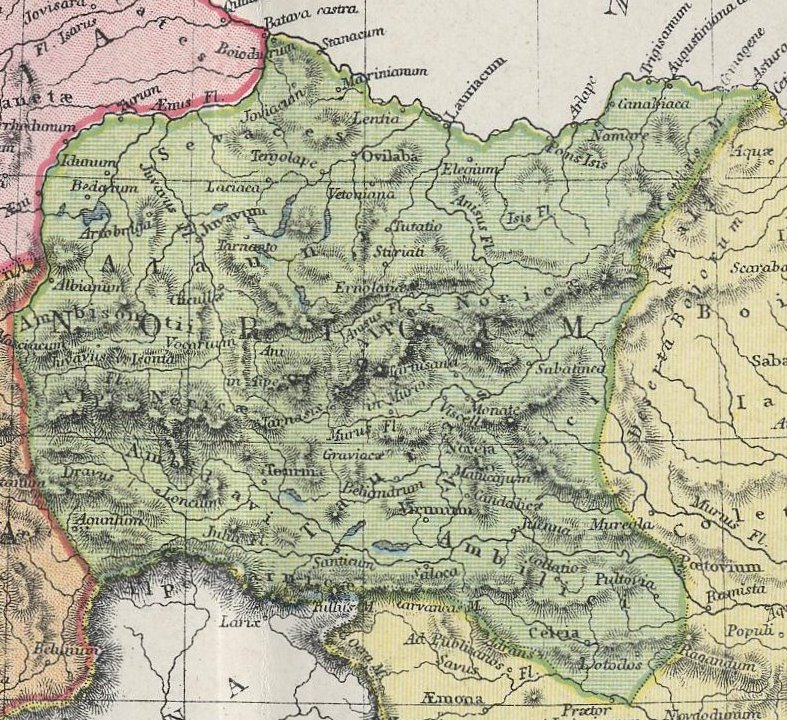
Ambidravi im südwestlichen Teil der Römischen Provinz Noricum

Die Ambidravi werden vom 2. Jahrhundert v. Chr. bis zum 1. Jahrhundert n. Chr. in römischen Quellen erwähnt. Sie sind der erste namentlich fassbare Volksstamm in Oberkärnten. Von dieser Ethnie existieren bis dato keine eigenen schriftlichen Aufzeichnungen. Der Stammesname sowie jene anderer keltischer Stämme in Noricum sind aus der im Jahre 150 erstellten Weltkarte Geographike Hyphegesis vom Claudius Ptolemäus bekannt. Auf drei Ehreninschriften für Angehörige des römischen Kaiserhauses, die am Magdalensberg gefunden wurden, sind acht einheimische keltische Stämme als Stifter genannt, wobei die Ambridr(avi) nach Norici und Ambilini jeweils an dritter Stelle stehen.

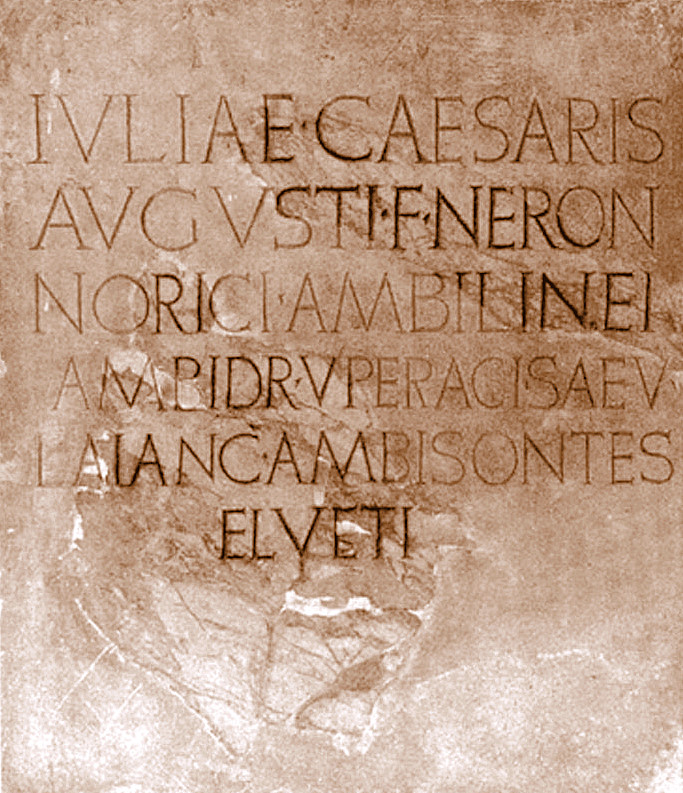
Ehrentafel am Magdalensberg, nach Norici, Ambilini die Ambridr(avi)

Der Name, die „Beiderseits der Drau Wohnenden“, die Drautaler also, deutet eindeutig auf den Lebensraum hin. Bezüglich der Lokalisierung sind die historischen Quellen nicht eindeutig. Das Südtiroler Pustertal bzw. das Osttiroler Drautal sind als Stammesgebiet weniger wahrscheinlich, da sich dort die Saevaten bzw. die Laiancer, die noch im Namen Lienz nachklingen, gut lokalisieren lassen. Nicht ausgeschlossen ist, dass der Siedlungsbereich auch noch das Rosental und Jauntal umschloss, aber eher nicht bis Poetovio, heute Ptuj (dt. Pettau), reichte. Für diese Lokalisierung spricht vor allem die Erwähnung auf den öffentlich aufgestellten Magdalensberger Inschriften, auf denen sowohl die keltischen Stammesgruppen im Westen (Laianci, Saevates) als auch Osten (Norici) als Stifter angeführt sind. Während man früher auch noch das westliche Iseltal als zum Ambidraviergau gehörend ansah, geht man nun vom Kerngebiet zwischen Greifenburg und Villach mit einem Zentrum bei Teurnia aus. Alle in diesen Bereich entwässernden Bergtalschaften wie das Möll- und Liesertal, die Nockberge und wahrscheinlich auch noch Teile des Lungaus könnten zum Stammesgebiet gehört haben.

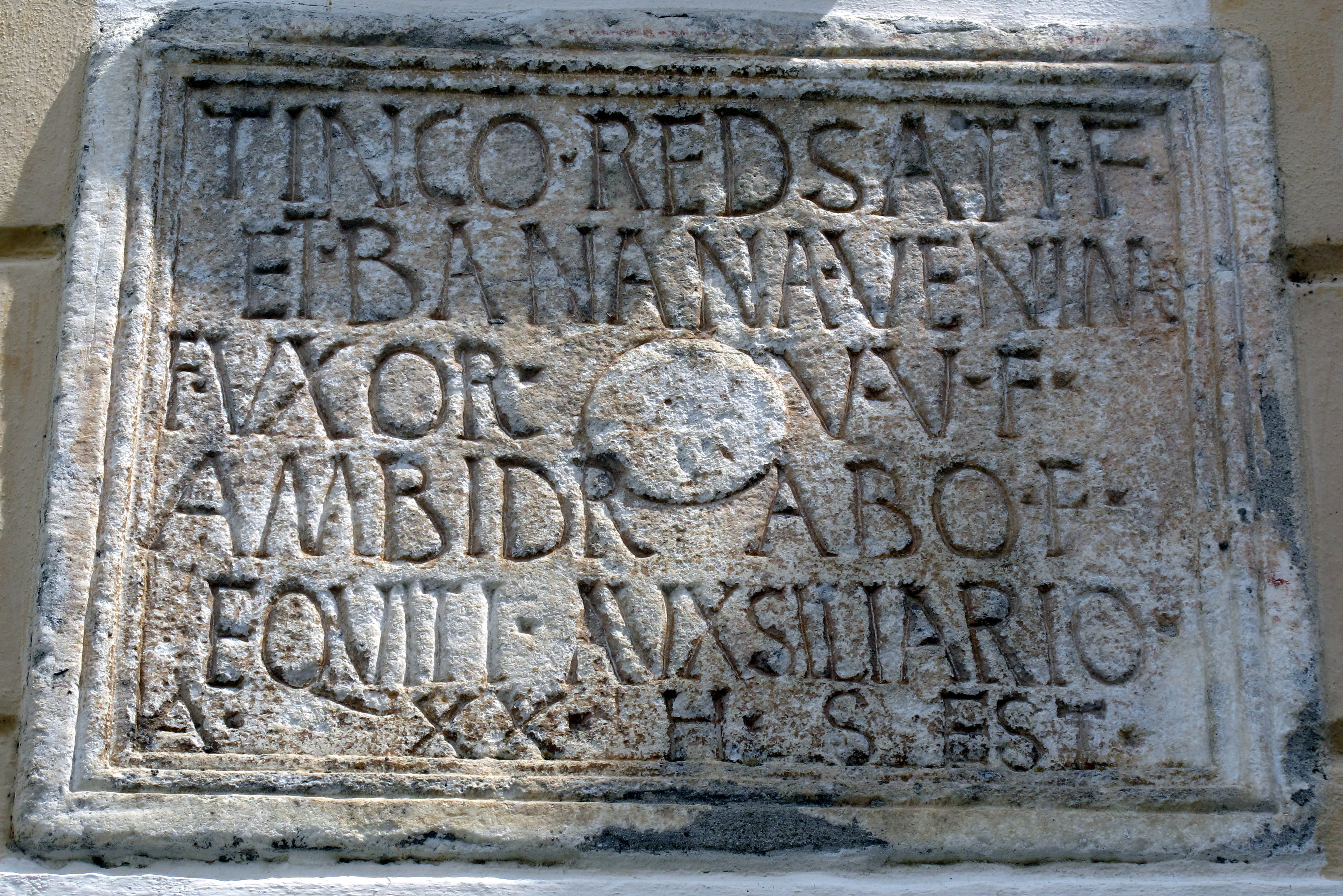
Erwähnung eines Ambidrabus in Paternion

Ein Argument für die Lokalisierung der Ambidravi in der Gegend um Teurnia bzw. im Unterdrautal ist auch der frühkaiserzeitliche Grabstein eines Ambidrabus aus Paternion, eines mit 20 Jahren verstorbenen Auxiliarreiters, dem seine Eltern auf der Görz bei Feistritz einen Grabstein errichteten. Weitere schriftliche Denkmäler fehlen bisher. Keltische Bevölkerungsgruppen in Teurnia und Umland, z. B. in Pockhorn im Oberen Mölltal oder in Seeboden am Millstätter See, lassen sich ab der Mittellatène- über die Spätlatènezeit bis in die frühe Kaiserzeit anhand von Einzelfunden, gestörten Gräbern und verstärkt für die Zeit nach der römischen Okkupation 15 v. Chr. auch in Form von epigraphischen Denkmälern nachweisen. Der geographisch fest gebundene, eine natürliche Landschaft beschreibende, dabei aber konstruiert wirkende Name ist nicht der ursprüngliche Stammesname. In den Ostalpen häufen sich ähnliche Stammesnamen für die erst ab dem 3. Jahrhundert v. Chr. eingewanderten Keltenstämme.
Das Fehlen entsprechender archäologischer Funde spricht dafür, dass sich die Ambidravi nicht gegen die römische Okkupation aufgelehnt haben und sehr kooperativ waren. Widerstand gegen die Römer war aussichtslos, da sie zu nahe am Römischen Reich und zu klein und schlecht organisiert waren. Ein Herrschaftszentrum ist bis heute nicht lokalisiert. Es lag mit großer Wahrscheinlichkeit am Lurnfeld im Raum Teurnia. Der Edelmetallhandel mit den Römern war attraktiv. Die Geschäftskontakte haben sich in den beiden letzten Jahrzehnten v. Chr. wohl unter militärischem Druck intensiviert und besonders ab 15 v. Chr. scheinen sich italienische Unternehmer, Händler und Kaufleute stärker in Binnennoricum engagiert zu haben. In Laubendorf am Millstätter See wurde die Grabinschrift von Freigelassenen der Familien Barbii und Cispii gefunden, die Aktivitäten in Bergbaugebieten bzw. ihrem Vorfeld zeigen. Der römische Denar hat sich zu dieser Zeit bereits als Währung etabliert.
Zum kulturellen Prozess der „Romanisierung“ der Ambidravi fehlen bisher weitere Funde. Letztlich wurden sie von den Römern assimiliert. Wie lange die Stammesorganisation der Ambidravi Bestand hatte, ist nicht bekannt. Die westlichen Nachbarn civitas Saevatum et Laiancorum werden zuletzt in claudischer Zeit erwähnt. Während sich in weiten Teilen Noricums noch im 2. Jahrhundert n. Chr. Grabreliefs finden, die die „norische“ Identität betonen, gibt es für das Territorium von Teurnia bisher nur sehr wenige Funde dieser Art. Klimahistorisch fällt das kurze Auftreten der Ambidravi in eine Wärmephase, das Optimum der Römerzeit. Dieser Anstieg lässt sich u. a. aufgrund einer Pollenanalyse des Millstätter Sees zeigen, der im Kernsiedlungsgebiet der Ambidravi liegt.